# Kirchheilingen
Kirchheilingen är en kommun och ort i Unstrut-Hainich-Kreis i förbundslandet Thüringen i Tyskland.
Kommunen ingår i förvaltningsgemenskapen Bad Tennstedt tillsammans med kommunerna Bad Tennstedt, Ballhausen, Blankenburg, Bruchstedt, Haussömmern, Hornsömmern, Kutzleben, Mittelsömmern, Sundhausen, Tottleben och Urleben.